# نیلی (افغانستان)
نیلی مرکز ولسوالی نیلی، ولایت دایکندی در افغانستان می‌باشد. شهر نیلی ۲۰۲۲ متر از سطح بحر ارتفاع دارد. فرودگاه نیلی در نزدیک آن قرار دارد. شرایط اقلیمی آنجا در زمستان برفگیر و راه‌های موصلاتی را به مشکل مواجه می‌سازد.
نظر به در دسترس نبودن جغرافیایی نیلی و دیگر مشکلات حاد امنیتی، تا ۲۰۰۷ نیلی مثل یک قریه کوچک بود که یوناما دفتر خود را در آن باز نموده بود سپس به شهرک تبدیل شده و موقعیت آن درست در مرکز افغانستان و هزارستان می‌باشد. اکثریت ساکنان آنرا نیز هزاره‌ها تشکیل می‌دهد.

## پیشینه
نیلی دارای قلعه‌های متعددی با برج و باروهای بلندی است که در گذشته مردم مناطق مرکزی افغانستان از آن‌ها برای دفاع از خودشان استفاده می‌کردند و نمایانگر قدرت و امتیاز سیاسی و اقتصادی میران منطقه به‌شمار می‌رفتند.
در سال ۲۰۰۴ میلادی، زمانی که دایکندی به عنوان سی و چهارمین ولایت افغانستان اعلام شد، نیلی به مرکزیت این ولایت تعیین شد. پیش از آن نیلی یکی از پایگاه‌های مجاهدین در سال‌های جنگ افغانستان با ارتش شوروی سابق بود.
نیلی مرکز ولایت دایکندی می‌باشد و اکثر مردم آن هزاره می‌باشد.

## آب و هوا
نیلی دارای آب و هوای معتدل و تقریباً گرمسیر می‌باشد.

## نکته
برای نخستین بار در تاریخ این کشور زنی به عنوان شهردار نیلی منصوب شده‌است. این زن عذرا جعفری نام دارد و فارغ‌التحصیل رشتهٔ قابلگی (مامایی) می‌باشد.
در ۲۴ سرطان ۱۳۹۷ خدیجه احمدی به‌عنوان شهردار نیلی معرفی و منصوب گردید. او ماستری شهرداری از آکادمی شهرداری جنوب آسیا دارد.

## مردم خوشک در نیلی
- فهرست شهرهای افغانستان
- صادقی نیلی